# Xenophthalmus pinnotheroides
Xenophthalmus pinnotheroides is een krabbensoort uit de familie van de Xenophthalmidae. De wetenschappelijke naam van de soort is voor het eerst geldig gepubliceerd in 1846 door White.